# Ланской, Григорий Николаевич
Григо́рий Никола́евич Ланско́й (род. 13 октября 1972, Москва) — российский историк, специалист в области источниковедения и архивоведения аудиовизуальных и электронных документов, историографии истории России,
теории и методология исторических исследований. Доктор исторических наук, профессор Российского государственного гуманитарного университета. Декан факультета документоведения и технотронных архивов РГГУ. Первый заместитель председателя Правления Российского общества историков-архивистов. Член Общественного совета при Федеральном архивном агентстве. Автор свыше 210 научных и учебно-методических трудов.

## Биография
Родился 13 октября 1972 года в Москве (РСФСР, СССР).
В 1994 году окончил Российский государственный гуманитарный университет (специальность — историк-архивист).
В 1998 году защитил диссертацию на соискание учёной степени кандидат исторических наук. Тема — «Социально-политическое развитие России конца XIX — начала XX века в английской и американской историографии конца 1960-х — начала 1990-х гг.» (специальность 07.00.09 — историография, источниковедение и методы исторического исследования).
В 2011 году защитил диссертацию на соискание учёной степени доктора исторических наук. Тема — «Отечественная историография экономической истории России начала XX века» (специальность 07.00.09 — историография, источниковедение и методы исторического исследования).
С 1998 года — работа в РГГУ: преподаватель, ст. преподаватель (с 2000), доцент (с 2002), профессор кафедры аудиовизуальных документов и архивов (с 2011), зам. декана факультета технотронных архивов и документов по учебной работе (2010—2013), декан факультета документоведения и технотронных архивов (с 2013). По совместительству — профессор кафедры истории России новейшего времени (2013—2015), профессор кафедры зарубежного регионоведения и внешней политики РГГУ (с 2015).
Первый заместитель председателя Правления Российского общества историков-архивистов (2016).
Учёное звание — доцент по специальности 07.00.09 (2016).

## Сфера научных интересов
- Источниковедение и архивоведение аудиовизуальных и электронных документов
- Археография и правовые основы аудиовизуальных архивов
- Историография истории России
- Историография экономической истории России
- Теория и методология исторических исследований

## Основные печатные труды

### Учебно-методические труды
- Ланской Г. Н. Аудиовизуальные (электронные) архивы. Примерная программа дисциплины федерального компонента по специальности «Историко-архивоведение» // Историко-архивоведение. Специальность 020800. Государственный образовательный стандарт высшего профессионального образования и примерные программы дисциплин федерального компонента (циклы профессиональных дисциплин и дисциплин специальности). — М.: РГГУ, 2003. С. 929—947.
- Ланской Г. Н. Французская историческая мысль о развитии России XX — начала XXI в. // Зарубежное россиеведение: Учебное пособие / Под ред. А. Б. Безбородова. — М.: Проспект, 2012. С. 451—483.
- Ланской Г. Н. (в соавторстве). Зарубежное россиеведение / Под редакцией А. Б. Безбородова. — М.: Изд. Проспект, 2018. — 576 с.

### Монографии
- Lanskoi G., Delmas B., Starostine Ye. Les sources de l’histoire de France en Russie: Guide de recherche dans les archives d’Etat de la Federation de Russie a Moscou (XVI—XX siecles). — Paris: Ecole Nationale des Chartes. 2010. — 476 c.
- Ланской Г. Н. Отечественная историография экономической истории России начала XX века. — М.: РГГУ. 2010. — 504 с.
- Ланской Г. Н. В зеркале Октября. Saabrucken. — Lambert: 2011. — 440 с.

### Коллективные монографии
- Ланской Г. Н. Владимир Маркович Магидов как незаурядная личность // Учителя учителей: Очерки и воспоминания. — М.: 2009. С. 145—156.
- Ланской Г. Н. Накануне и в годы Великой Отечественной войны // История Коммунистической партии Советского Союза / Отв. ред. А. Б. Безбородов. — М.: Политическая энциклопедия, 2014. С. 236—277.

### Статьи
- Ланской Г. Н. Принципы защиты интеллектуальной собственности на аудиовизуальные документы в зарубежном архивном законодательстве// Архивное право: история, современное состояние, перспективы развития. Материалы «Круглого стола» 20 декабря 2001 г. — М.: РГГУ, 2002. С. 57—63.
- Ланской Г. Н. Архивное законодательство Франции и проект Федерального закона «Об архивном деле в Российской Федерации»// Отечественные архивы. 2002. № 4. С. 6—15.
- Ланской Г. Н. Национальный институт аудиовизуальных документов Французской республики // Вестник архивиста. 2002. № 3. С. 246—256.
- Ланской Г. Н. Наследие «устной истории» в архивах Франции (аналитический обзор)// Аудиовизуальные архивы на рубеже XX—XXI веков (отечественный и зарубежный опыт). — М.: Изд-во Ипполитова, 2003. С. 309—316.
- Ланской Г. Н. Проблемы определения подлинности и достоверности кино- и фотодокументов в исторических исследованиях // Вестник архивиста. 2004. № 6 (84). С. 131—141.
- Ланской Г. Н. Правовые основы развития аудиовизуальных коммуникаций в России // Технотронные архивы в современном обществе: наука, образование, наследие (Материалы научно-практической конференции, посвященной 10-летию факультета технотронных архивов и документов). — М.: РГГУ, 2004.
- Ланской Г. Н. Правовой статус документа и информации в Федеральном законе «Об архивном деле в Российской Федерации» и в смежном законодательстве // Архивоведение и источниковедение отечественной истории. Проблемы взаимодействия на современном этапе. Доклады и сообщения на Пятой Всероссийской научной конференции 4-5 апреля 2005 г. — М.: Росархив, ВНИИДАД, РОИА, 2005. С. 129—134.
- Ланской Г. Н. Особенности и методы изучения изобразительных источников в исторических исследованиях // Проблемы методологии и источниковедения. Материалы III Научных чтений памяти академика И. Д. Ковальченко. — М.: Изд. МГУ; СПб.: Алетейя, 2006. С. 291—299.
- Ланской Г. Н. Методология будущего исторического знания // «Круглый стол» по книге О. М. Медушевской «Теория и методология когнитивной истории» // Российская история. 2010. № 1. С. 156—159.
- Ланской Г. Н. Аудиовизуальные документы и историографические источники // Архивоведение и источниковедение отечественной истории: проблемы взаимодействия на современном этапе. Доклады и сообщения на Шестой всероссийской научной конференции 16—17 июня 2009 г. — М.: Росархив, ВНИИДАД. 2009. С. 312—318.
- Ланской Г. Н. Организация подготовки специалистов в области обеспечения сохранности архивных документов в Историко-архивном институте РГГУ // Материалы международной научной конференции «Новые технологии в области обеспечения сохранности архивных документов». — Ереван. 2010. С. 20—26.
- Ланской Г. Н. Культурно-феноменологические аспекты изучения историографических источников (труды М. Н. Покровского) // Когнитивная история: концепция — методы — исследовательские практики. — М.: РГГУ, 2011. С. 206—225.
- Ланской Г. Н. Под прессом сталинизма: советская историография 1930-х годов об экономическом развитии России в начале XX в. // Вестник РГГУ. № 4 (84). Научный журнал. Серия «Исторические науки. История России». — М.: РГГУ, 2012. С. 248—260.
- Ланской Г. Н. Российское крестьянство в представлениях теоретиков большевизма // Северо-Запад в аграрной истории России: межвузовский тематический сборник статей. — Калининград: Изд-во БФУ им. И. Канта, 2012. С. 204—216.
- Ланской Г. Н. «Труды Историко-архивного института» как историографический источник // Новый исторический вестник. № 36 (2). — М.: Изд. Ипполитова, 2013. С. 80—88.
- Ланской Г. Н. Актуальные проблемы работы с архивными кинодокументами // Отечественные архивы. 2013. № 6. С. 14—19.
- Ланской Г. Н. Актуальные проблемы архивоведческого и источниковедческого изучения фотодокументов // Вестник архивиста. 2014. № 2. С. 8—17.
- Ланской Г. Н. Воспоминания преподавателей как источник о прошлом Историко-архивного института РГГУ // Вестник РГГУ. Серия «История России». 2014. № 19. С. 204—213.
- Ланской Г. Н. Историческая наука и политическая историография // Проблемы историографии, источниковедения и методов исторического исследования. Труды исторического факультета МГУ имени М. В. Ломоносова. — М.: Изд. МГУ, 2014. С. 72—80.
- Ланской Г. Н. Крымская конференция 1945 года в контексте внешней политики СССР и развития международных отношений // Вестник архивиста. 2015. № 2. C. 118—130.

## Членство в диссертационных, редакционных, научных, общественных советах
- Член двух диссертационных советов РГГУ
- Член редакционной коллегии журнала «История и архивы»[11]
- Член редакционной коллегии журнала «Вестник РГГУ»
- Член учёных советов РГГУ, ВНИИДАД
- Член научно-технических советов РГАКФД, РГАФД и РГАНТД[1]
- Член Общественного совета при Федеральном архивном агентстве[5]

## Награды
- Нагрудный знак «Почётный архивист» (2018)[12]